# Asus Eee PC

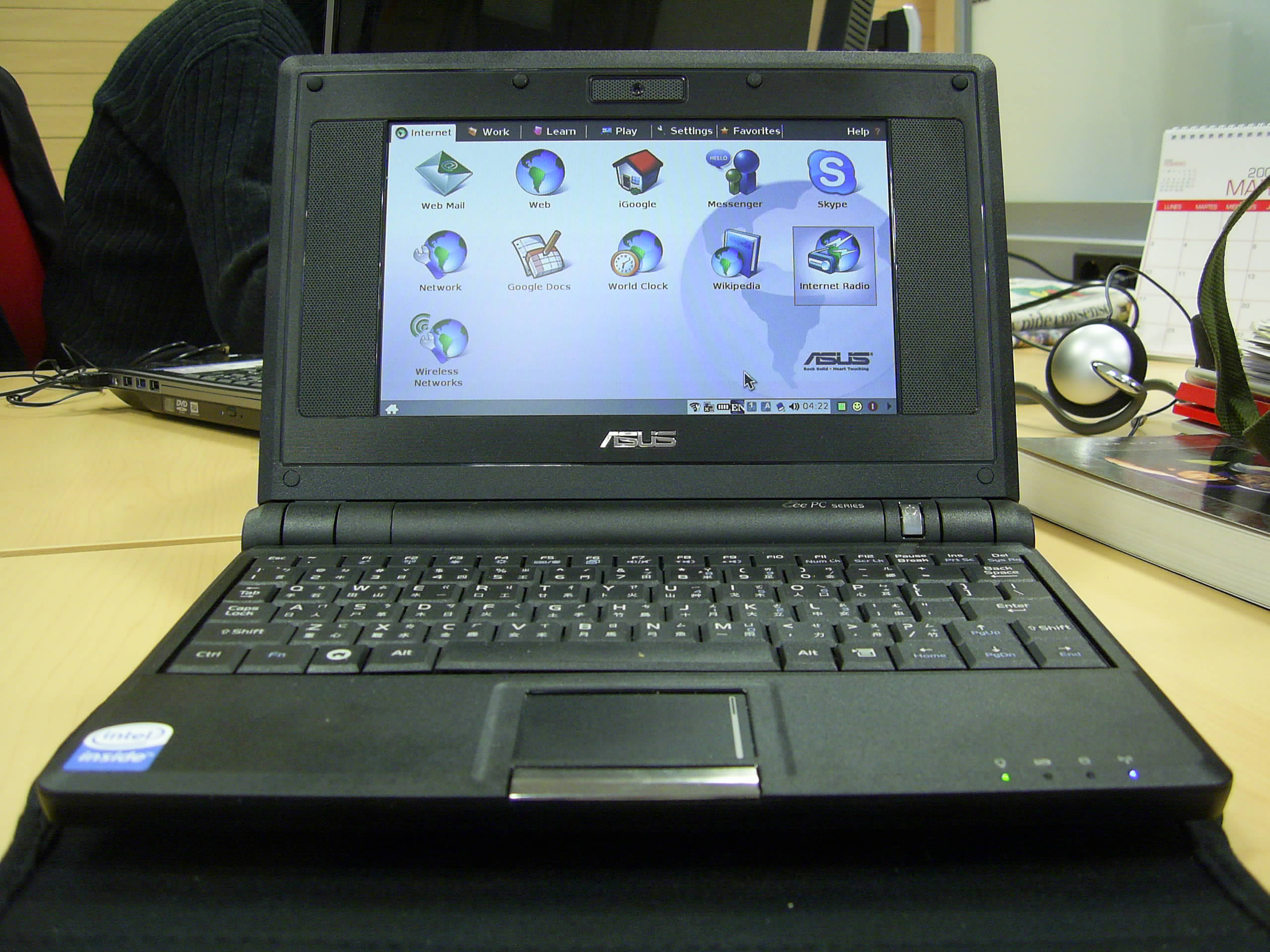
Asus Eee PC Serie 700 presentat a Taiwan l'any 2007

L'ASUS Eee PC (pronunciat "i" en català, "e" en anglès) és un ordinador de tipus netbook (també com UMPC) dissenyat per ASUS i Intel. Presentat al COMPUTEX Taiwan del 5 de juny de 2007, es tracta de la primera màquina a oferir una configuració basada en un pes lleuger, sistema operatiu Linux, disc dur de memòria sòlida i un preu relativament econòmic.

## Història

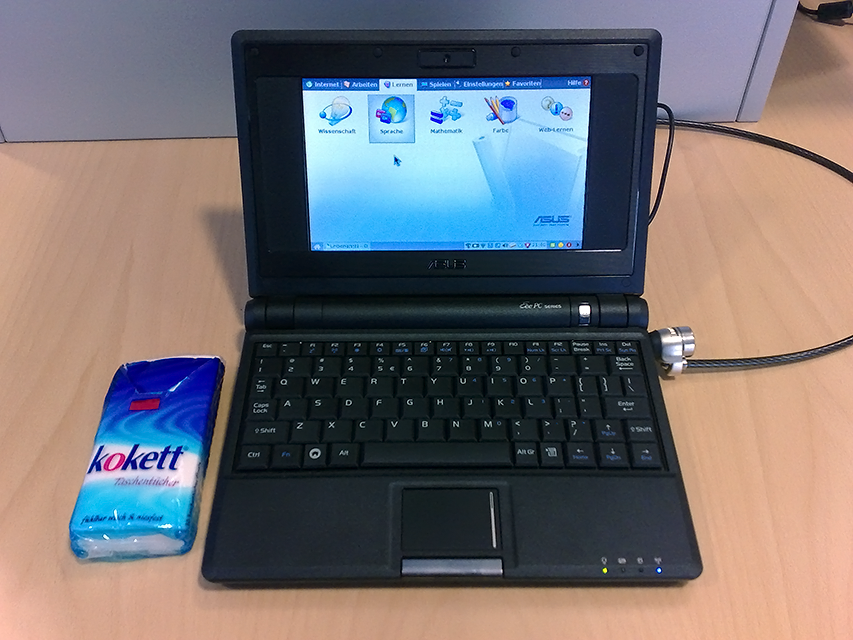
Asus Eee PC Serie 700 al costat d'un paquet de mocadors

El projecte de Nicholas Negroponte, l'OLPC ha creat un mercat d'ordinadors portàtils ultra econòmics; després de negociar amb proveïdors informàtics, una col·laboració entre Asus i Intel han permès l'Eee PC.
Presentada al COMPUTEX Taipei de 2007 el model Eee PC 701 i Eee PC 1001; el model base, l'Eee PC 4G va ser presentat el 16 d'octubre de 2007 a Taiwan; posteriorment s'hi van afegir 3 models; tot i que l'Eee PC 1001 va ser anunciat en aquell moment, ASUS va desistir en presentar-lo.

### Eee 900 series
A Hong Kong el 16 d'abril de 2008 es va presentar el nou Eee PC 900 amb un preu de 513 dòlars. Les mides d'aquest model són lleugerament superiors als Eee PC 700, amb una pantalla de mida major d'aquest i amb la disponibilitat d'elegir-se amb Microsoft Windows XP (Eee PC 900 Win, amb disc dur SSD de 12 Gb) o GNU/LINUX (Eee PC 900, amb disc dur SSD de 20 Gb).
La versió Windows inclou a més el Microsoft Works i el Windows Live Suite; l'acompanyen 1 Gb de RAM, pantalla 8,9 TFTLCD de 1024x600 i webcam d'1,3 mpx i processador a 900 MHz.

### Eee 1000 series
Presentat al COMPUTEX de Taipei del 3 de juny de 2008, inclourà una pantalla de 10", processador Intel Atom a 1,6 GHz, memòria RAM ampliable fins a 2 Gb, disc dur SSD de 40 Gb (versió 1000) amb Linux i disc dur de 80 Gb (versió 1000H) amb Windows XP Home. La duració de la bateria s'estima en 4,2 a 7,5 hores pel model 1000 i 3 a 2,7 hores pel model 1000H.
També ofereix un teclat que és el 92% de la mida d'un teclat genèric d'un notebook amb la idea de fer-lo més còmode. Igual que l'Eee PC 901, inclourà WiFi 802.11n i Bluetooth.
El preu s'espera que sigui de 627 dòlars EUA pel model 1000H i 660 dòlars EUA pel model 1000. El motiu que la versió Linux sigui més cara és degut al cost del disc dur SSD, més car que el tradicional que equipa la versió amb el sistema de Microsoft.

## Descripció

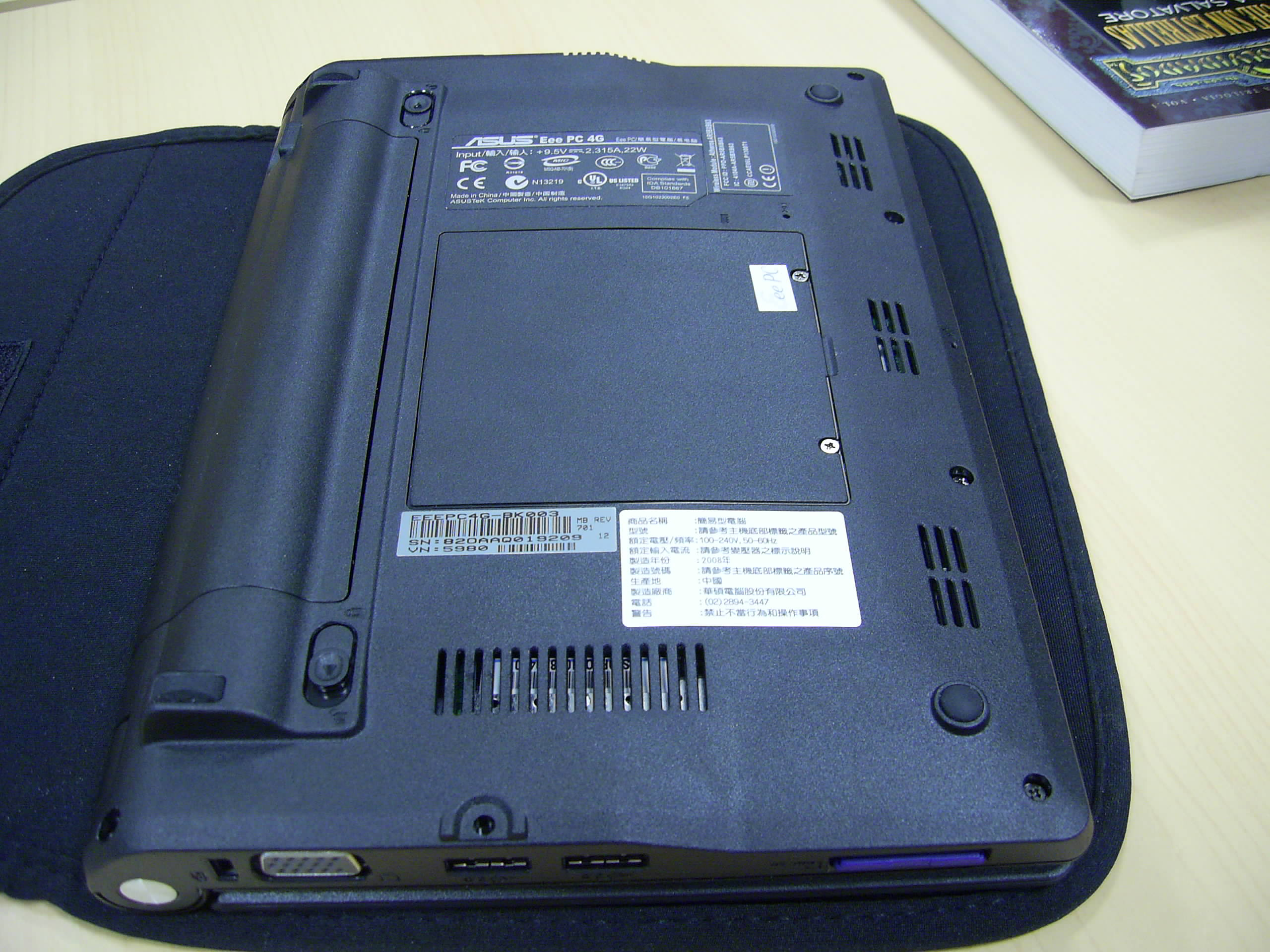
Part posterior d'un Asus Eee PC Serie 700

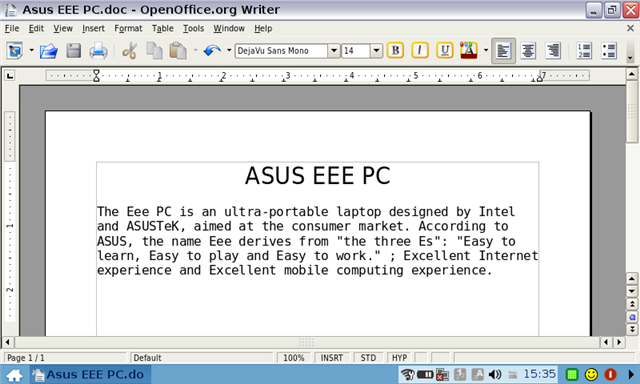
OpenOffice.org en un Asus Eee PC Serie 700

L'Eee PC destaca per tenir unes dimensions reduïdes, disc dur de memòria sòlida i un sistema operatiu basat en Linux.

### Pantalla
Les sèries 700 equipen una pantalla de 7" amb una resolució màxima de 800x480; La sèrie 900 ofereix una pantalla de 8,9" amb una resolució màxima de 1024x600. Es pot connectar l'ordinador a un monitor extern gràcies al port VGA que incorpora.
S'ha criticat la proximitat entre el port VGA i el connector Kensingston atès que si es connecta un, no permet la connexió de l'altre.

### Emmagatzematge
S'utilitza una unitat de memòria sòlida (SSD) en comptes d'un disc dur, el qual consumeix menys energia i permet l'arrencada més ràpida i és menys susceptible de ser danyat per un moviment (per exemple, un cop brusc); les unitats amb capacitat de 2 i 4 Gb estan soldades a la placa base, per reduir costos; les versions de 8 Gb, la memòria sòlida és una targeta que va punxada al port PCI-E intern.
Es pot ampliar la memòria de l'equip a través de targetes SD/MMC en el lector de targetes que incorpora, o instal·lant unitats SSD en els models amb port PCI-E lliure.

### Memòria RAM
Les versions de 4 i 8 Gb usen memòria DDR2 533-667 a través de mòduls SO-DIMM. En la versió 2 Gb la memòria va soldada a la placa. A excepció de la 8G, que té 1 Gb de RAM, la resta és de 512 Mb.
La placa base esta pensada per 2 Gb de RAM màxima, però el kernel del sistema operatiu Xandros només suporta 1 Gb.

## Especificacions
| Component      | Eee PC 2G Surf (700) | Eee PC 4G Surf (701) | Eee PC 4G (701) | Eee PC 8G (701) | Eee PC 900 |
| Pantalla       | 7" (17.8 cm) amb una resolució de 800×480 LCD TFT | 7" (17.8 cm) amb una resolució de 800×480 LCD TFT | 7" (17.8 cm) amb una resolució de 800×480 LCD TFT | 7" (17.8 cm) amb una resolució de 800×480 LCD TFT | 8.9" amb una resolució de 1024 x 600 |
| Gràfics        | Gràfics integrats GMA 900 amb (Memòria compartida), i port VGA amb una resolució màxima de 1600×1280 pixels) | Gràfics integrats GMA 900 amb (Memòria compartida), i port VGA amb una resolució màxima de 1600×1280 pixels) | Gràfics integrats GMA 900 amb (Memòria compartida), i port VGA amb una resolució màxima de 1600×1280 pixels) | Gràfics integrats GMA 900 amb (Memòria compartida), i port VGA amb una resolució màxima de 1600×1280 pixels) | Gràfics integrats GMA 900 amb (Memòria compartida), i port VGA amb una resolució màxima de 1600×1280 pixels) |
| Emmagatzematge | 2 GB SSD flash | 4 GB SSD | 4 GB SSD | 8 GB SSD | 4GB "built-in" + 8GB SSD (Windows XP) 4GB "built-in" +16GB SSD (Linux) |
| Processador    | Intel Celeron-M ULV 353 de 800 MHz rebaixat a una velocitat de 571 MHz. | Intel Celeron-M ULV 353 de 900 MHz rebaixat a una velocitat de 630 MHz (70 MHz x 9) | Intel Celeron-M ULV 353 de 900 MHz rebaixat a una velocitat de 630 MHz (70 MHz x 9) | Intel Celeron-M ULV 353 de 900 MHz rebaixat a una velocitat de 630 MHz (70 MHz x 9) | Intel Celeron-M ULV 353 de 900 MHz |
| Processador    | 512 kB L2 cache RAM | | | | |
| Memòria RAM    | 512 MB DDR2-400 RAM | 512 MB DDR2-533/667 | 512 MB DDR2-533/667 | 1 GB RAM DDR2-533/667 | 1 GB RAM DDR2-533/667 |
| Memòria RAM    | RAM soldada | 1 mòdul de RAM, ampliable a 2 GB | 1 mòdul de RAM, ampliable a 2 GB | 1 mòdul de RAM, ampliable a 2 GB | 1 mòdul de RAM, ampliable a 2 GB |
| Bateria        | Bateria d'ió de liti de 4 cèl·lules, 4400 mAh, 7.4 volts, Duració de la bateria: 2 h 45 min. | Bateria d'ió de liti de 4 cèl·lules, 4400 mAh, 7.4 volts, Duració de la bateria: 2 h 45 min. | Bateria d'ió de liti de 4 cèl·lules, 5200 mAh, 7.4 volts, Duració de la bateria: 3 h 30 min. | Bateria d'ió de liti de 4 cèl·lules, 5200 mAh, 7.4 volts, Duració de la bateria: 3 h 30 min. | Bateria d'ió de liti de 4 cèl·lules, 4400 mAh 7.4V o 5800 mAh i 7.2V, Duració de la bateria: 2 h 30 min. |
| Càmera         | No | No | 0.3 megapixels fins a 640×480@30 fps | 0.3 megapixels fins a 640×480@30 fps | 1.3 megapixels |
| Preus          | NT$7,999 (aproximadament 245 dòlars EUA); 299 dólars als EUA | NT$9.990 (aproximadament 307 dólars EUA); 349.99 dòlars als EUA | NT$11.655 incloent l'impost del 5% (aproximadament 357 dólars EUA) | NT$13.800 (aproximadament 425 dólars EUA); 499,99 dòlars als EUA | Hong Kong: 513 dòlars EUA; EUA: 549 dòlars |
| Dimensions     | 225 × 165 × 21~35 mm (8.9 × 6.5 × 0.9~1.4 in) | 225 × 165 × 21~35 mm (8.9 × 6.5 × 0.9~1.4 in) | 225 × 165 × 21~35 mm (8.9 × 6.5 × 0.9~1.4 in) | 225 × 165 × 21~35 mm (8.9 × 6.5 × 0.9~1.4 in) | 225 x 170 x 20~34 mm |
| Pes            | 895 g (1 lb 15½ oz) | 920 g (2 lb ½ oz) | 920 g (2 lb ½ oz) | 920 g (2 lb ½ oz) | 990 g (2 lb 3 oz) |
| Altres         | - Sistema operatiu: Xandros (distribucióLinux) amb escriptori KDE i IceWM. Pot usar altres sistemes operatius. Les sèries 900 tenen en opció el sistema Microsoft Windows XP amb Microsoft Works i Windows Live Suite - Comunicació: Xarxa 10/100 Mbit (Attansic L2), Xarxa Wifi 802.11b/802.11g en format mini PCI-E (basada en Atheros) - Audio: Realtek ALC6628 Audio Hi-Definition 5.1 CODEC. - Connectors: 3 ports USB 2.0, lector de targetes MMC/SD (HC), Connector RJ-45, Connector Modem (no funcional, buit), entrada Micròfon, sortida auriculars, connector AC, sortida VGA, eslot Kensington lock - Xipset: sèries Intel 910GML. - Expansió: dos connectors per targetes PCI Express Mini Card: un ocupat per la targeta Wifi i l'altra buit, accessible en alguns models obrint la part posterior, el qual només suporta unitats SSD aprovades per Asus. El segon connector PCIE no esta disponible en molts Eee PCs actuals. | - Sistema operatiu: Xandros (distribucióLinux) amb escriptori KDE i IceWM. Pot usar altres sistemes operatius. Les sèries 900 tenen en opció el sistema Microsoft Windows XP amb Microsoft Works i Windows Live Suite - Comunicació: Xarxa 10/100 Mbit (Attansic L2), Xarxa Wifi 802.11b/802.11g en format mini PCI-E (basada en Atheros) - Audio: Realtek ALC6628 Audio Hi-Definition 5.1 CODEC. - Connectors: 3 ports USB 2.0, lector de targetes MMC/SD (HC), Connector RJ-45, Connector Modem (no funcional, buit), entrada Micròfon, sortida auriculars, connector AC, sortida VGA, eslot Kensington lock - Xipset: sèries Intel 910GML. - Expansió: dos connectors per targetes PCI Express Mini Card: un ocupat per la targeta Wifi i l'altra buit, accessible en alguns models obrint la part posterior, el qual només suporta unitats SSD aprovades per Asus. El segon connector PCIE no esta disponible en molts Eee PCs actuals. | - Sistema operatiu: Xandros (distribucióLinux) amb escriptori KDE i IceWM. Pot usar altres sistemes operatius. Les sèries 900 tenen en opció el sistema Microsoft Windows XP amb Microsoft Works i Windows Live Suite - Comunicació: Xarxa 10/100 Mbit (Attansic L2), Xarxa Wifi 802.11b/802.11g en format mini PCI-E (basada en Atheros) - Audio: Realtek ALC6628 Audio Hi-Definition 5.1 CODEC. - Connectors: 3 ports USB 2.0, lector de targetes MMC/SD (HC), Connector RJ-45, Connector Modem (no funcional, buit), entrada Micròfon, sortida auriculars, connector AC, sortida VGA, eslot Kensington lock - Xipset: sèries Intel 910GML. - Expansió: dos connectors per targetes PCI Express Mini Card: un ocupat per la targeta Wifi i l'altra buit, accessible en alguns models obrint la part posterior, el qual només suporta unitats SSD aprovades per Asus. El segon connector PCIE no esta disponible en molts Eee PCs actuals. | - Sistema operatiu: Xandros (distribucióLinux) amb escriptori KDE i IceWM. Pot usar altres sistemes operatius. Les sèries 900 tenen en opció el sistema Microsoft Windows XP amb Microsoft Works i Windows Live Suite - Comunicació: Xarxa 10/100 Mbit (Attansic L2), Xarxa Wifi 802.11b/802.11g en format mini PCI-E (basada en Atheros) - Audio: Realtek ALC6628 Audio Hi-Definition 5.1 CODEC. - Connectors: 3 ports USB 2.0, lector de targetes MMC/SD (HC), Connector RJ-45, Connector Modem (no funcional, buit), entrada Micròfon, sortida auriculars, connector AC, sortida VGA, eslot Kensington lock - Xipset: sèries Intel 910GML. - Expansió: dos connectors per targetes PCI Express Mini Card: un ocupat per la targeta Wifi i l'altra buit, accessible en alguns models obrint la part posterior, el qual només suporta unitats SSD aprovades per Asus. El segon connector PCIE no esta disponible en molts Eee PCs actuals. | - Sistema operatiu: Xandros (distribucióLinux) amb escriptori KDE i IceWM. Pot usar altres sistemes operatius. Les sèries 900 tenen en opció el sistema Microsoft Windows XP amb Microsoft Works i Windows Live Suite - Comunicació: Xarxa 10/100 Mbit (Attansic L2), Xarxa Wifi 802.11b/802.11g en format mini PCI-E (basada en Atheros) - Audio: Realtek ALC6628 Audio Hi-Definition 5.1 CODEC. - Connectors: 3 ports USB 2.0, lector de targetes MMC/SD (HC), Connector RJ-45, Connector Modem (no funcional, buit), entrada Micròfon, sortida auriculars, connector AC, sortida VGA, eslot Kensington lock - Xipset: sèries Intel 910GML. - Expansió: dos connectors per targetes PCI Express Mini Card: un ocupat per la targeta Wifi i l'altra buit, accessible en alguns models obrint la part posterior, el qual només suporta unitats SSD aprovades per Asus. El segon connector PCIE no esta disponible en molts Eee PCs actuals. |

## Compatibilitat amb altres sistemes operatius
Atès que utilitza un processador x86, molts sistemes operatius poden ser adaptats a l'Eee PC; a part dels esmentats en l'anterior taula, també suporta els següents sistemes operatius:
- Linux: Syllable.[9] i EeeXubuntu 7.10[10]
- Windows: Windows XP Service Pack 2.[11] i Windows Vista[12]
- Mac OS: Mac OS X Leopard.[13]